# Флотация

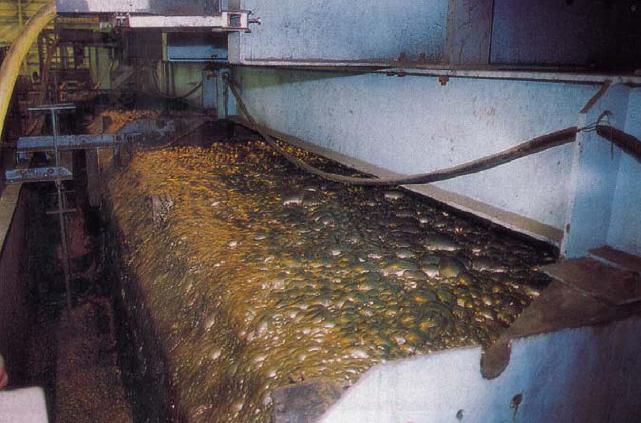
Промышленная пенная флотация медных сульфидных руд

Флота́ция (фр.  flottation, от flotter — плавать) — один из методов обогащения полезных ископаемых, который основан на различии способностей минералов удерживаться на межфазовой поверхности, обусловленный различием в удельных поверхностных энергиях. Гидрофобные (плохо смачиваемые водой) частицы минералов избирательно закрепляются на границе раздела фаз, обычно газа и воды, и отделяются от гидрофильных (хорошо смачиваемых водой) частиц. При флотации пузырьки газа или капли масла прилипают к плохо смачиваемым водой частицам и поднимают их к поверхности.
Флотация применяется также для очистки воды от органических веществ и твёрдых взвесей, разделения смесей, ускорения отстаивания в химической, нефтеперерабатывающей, пищевой и др. отраслях промышленности.

## История
В развитии теории флотации сыграли важную роль работы русских физикохимиков — И. С. Громеки, впервые сформулировавшего в конце XIX века основные положения процесса смачивания, и Л. Г. Гурвича, разработавшего в начале XX века положения о гидрофобности и гидрофильности. Существенное влияние на развитие современной теории флотации оказали труды А. Годена, А. Таггарта (США), И. Уорка (Австралия), советских учёных П. А. Ребиндера, А. Н. Фрумкина, И. Н. Плаксина, Б. В. Дерягина, В. Р. Кривошеина и других.

## Методы флотации
В зависимости от характера и способа образования межфазных границ (вода — масло — газ), на которых происходит закрепление разделяемых компонентов (см. Поверхностно-активные вещества) различают несколько видов флотации.
- Масляная флотация была предложена первой, на неё В. Хайнсу (Великобритания) в 1860 году был выдан патент № 488[1]. При перемешивании измельченной руды с маслом и водой сульфидные минералы избирательно смачиваются маслом и всплывают вместе с ним на поверхность воды, а порода (кварц, полевые шпаты) осаждается. В Российской империи масляная флотация графита была осуществлена в 1904 году в Мариуполе.
- Плёночная. Способность гидрофобных минеральных частиц удерживаться на поверхности воды, в то время как гидрофильные тонут в ней, была использована А. Нибелиусом (США, 1892) и Маквистеном (Великобритания, 1904) для создания аппаратов плёночной флотации, в процессе которой из тонкого слоя измельченной руды, находящегося на поверхности потока воды, выпадают гидрофильные частицы.
- Пенная — при которой через смесь частиц с водой пропускают мелкие пузырьки воздуха, частицы определённых минералов собираются на поверхности раздела фаз «воздух-жидкость», прилипают к пузырькам воздуха и выносятся с ними на поверхность в составе трехфазной пены (с добавлением пенообразователя, который регулирует устойчивость пены). Пену в дальнейшем сгущают и фильтруют. В качестве жидкости чаще всего используется вода, реже насыщенные растворы солей (разделение солей, входящих в состав калийных руд) или расплавы (обогащение серы).

Для образования пузырьков предлагались различные методы: образование углекислого газа за счёт химической реакции (С. Поттер, США, 1902), выделение газа из раствора при понижении давления (Ф. Элмор, Великобритания, 1906) — вакуумная флотация, энергичное перемешивание пульпы, пропускание воздуха сквозь мелкие отверстия.
Для проведения пенной флотации производят измельчение руды до крупности 0,5—1,0 мм в случае природногидрофобных неметаллических полезных ископаемых с небольшой плотностью (сера, уголь, тальк) и до 0,1—0,2 мм для руд металлов. Для создания и усиления разницы в гидратированности разделяемых минералов и придания пене достаточной устойчивости к пульпе добавляются флотационные реагенты. Затем пульпа поступает во флотационные машины. Образование флотационных агрегатов (частиц и пузырьков воздуха) происходит при столкновении минералов с пузырьками воздуха, вводимого в пульпу, а также при возникновении на частицах пузырьков газов, выделяющихся из раствора. На флотацию влияют ионный состав жидкой фазы пульпы, растворённые в ней газы (особенно кислород), температура, плотность пульпы. На основе изучения минералого-петрографического состава обогащаемого полезного ископаемого выбирают схему флотации, реагентный режим и степень измельчения, которые обеспечивают достаточно полное разделение минералов. Лучше всего флотацией разделяются зёрна размером 0,1—0,04 мм. Более мелкие частицы разделяются хуже, а частицы мельче 5 мкм ухудшают флотацию более крупных частиц. Отрицательное действие частиц микронных размеров уменьшается специфическими реагентами. Крупные (1—3 мм) частицы при флотации отрываются от пузырьков и не флотируются. Поэтому для флотации крупных частиц (0,5—5 мм) в СССР были разработаны способы пенной сепарации, при которых пульпа подаётся на слой пены, удерживающей только гидрофобизированные частицы. С той же целью созданы флотационные машины кипящего слоя с восходящими потоками аэрированной жидкости.
Пенная флотация — гораздо более производительный процесс, чем масляная и плёночная флотации. Этот метод применяется наиболее широко.
- Электрофлотация — перспективный метод для применения в химической промышленности, заключается во всплытии на поверхности жидкости дисперсных загрязнений за счет выделения электролитических газов и флотационного эффекта.

Для очистки воды, а также извлечения компонентов из разбавленных растворов в 1950-х годах был разработан метод ионной флотации, перспективный для переработки промышленных стоков, минерализованных подземных термальных и шахтных вод, а также морской воды. При ионной флотации отдельные ионы, молекулы, тонкодисперсные осадки и коллоидные частицы взаимодействуют с флотационными реагентами-собирателями, чаще всего катионного типа, и извлекаются пузырьками в пену или плёнку на поверхности раствора. Тонкодисперсные пузырьки для флотации из растворов получают также при электролитическом разложении воды с образованием газообразных кислорода и водорода (электрофлотация). При электрофлотации расход реагентов существенно меньше, а в некоторых случаях они не требуются.
Широкое использование флотации для обогащения полезных ископаемых привело к созданию различных конструкций флотационных машин с камерами большого размера (до 10—30 м³), обладающих высокой производительностью. Флотационная машина состоит из ряда последовательно расположенных камер с приёмными и разгрузочными устройствами для пульпы. Каждая камера снабжена аэрирующим устройством и пеносъёмником.

## Области применения
- Обогащение полезных ископаемых (руд цветных металлов, редких и рассеянных элементов, угля, самородной серы)[2];
- Разделение минералов комплексных руд[3];
- Разделение солей;
- Очистка сточных вод, в частности для выделения капель масел и нефтепродуктов.
- Дрожжевое производство (способ концентрирования)

В мире благодаря флотации вовлекаются в промышленное производство месторождения тонко вкраплённых руд и обеспечивается комплексное использование полезных ископаемых. Фабрики выпускают до пяти видов концентратов. В ряде случаев хвосты флотации не являются отходами, а используются в качестве стройматериалов, удобрений для сельского хозяйства и в др. целях. Флотация является ведущим процессом при обогащении руд цветных металлов. Внедряется использование оборотной воды, что снижает загрязнение водоёмов.

## Флотореагенты
Существует несколько типов флотореагентов, отличающихся принципом действия:
- Собиратели — реагенты, избирательно сорбирующиеся на поверхности минерала, который необходимо перевести в пену, и придающие частицам гидрофобные свойства. В качестве собирателей используют вещества, молекулы которых имеют дифильное строение: гидрофильная полярная группа, которая закрепляется на поверхности частиц, и гидрофобный углеводородный радикал. Чаще всего собиратели являются ионными соединениями; в зависимости от того, какой ион является активным различают собиратели анионного и катионного типов. Реже применяются собиратели, являющиеся неполярными соединениями, не способными к диссоциации. Типичными собирателями являются: ксантогенаты и дитиофосфаты — для сульфидных минералов, натриевые мыла́ и амины — для несульфидных минералов, керосин — для обогащения угля. Расход собирателей составляет сотни граммов на тонну руды;
- Регуляторы — реагенты, в результате избирательной сорбции которых на поверхности минерала, последний становится гидрофильным и не способным к флотации. В качестве регуляторов применяют соли неорганических кислот и некоторые полимеры;
- Пенообразователи — предназначены для улучшения диспергирования воздуха и придания устойчивости минерализованным пенам. Пенообразователями служат слабые поверхностно-активные вещества. Расход пенообразователей составляет десятки граммов на тонну руды.
- Реагенты-активаторы — это реагенты, создающие условия, благоприятствующие закреплению собирателей на поверхности минералов.
- Реагенты-депрессоры — это реагенты, применяемые для предотвращения гидрофобизации минералов собирателями. Они предназначены для повышения избирательности (селективности) флотации при разделении минералов, обладающих близкими флотационными свойствами.